# Gilbert de Poitiers
Gilbert de Poitiers (Poitiers, 1070 - 4 de setembre de 1154) va ser un lògic i teòleg escolàstic conegut també com a Gilbert de la Porrée.

## Biografia
Gilbert va ser educat per Bernard de Chartres i Anselm de Laon. Després d'ensenyar filosofia durant uns quinze anys a Chartres, des del 1137 fins al 1141 va impartir classes sobre dialèctica i teologia a la Universitat de París. Stephen d'Alinerre o Joan de Salisbury varen estar entre els seus alumnes. En 1141 va tornar a Poitiers, sent triat bisbe l'any següent. Les seves opinions heterodoxes respecte a la doctrina de la Trinitat li van valer a les seves obres la condemnació de l'Església. El sínode a Reims el 1148, en què van estar presents tant Gilbert com Stephen, va procurar la sanció papal de quatre proposicions oposades a certs principis de Gilbert, i les seves obres van ser condemnades fins que fossin corregides d'acord amb els principis de l'Església. Sembla que Gilbert es va sotmetre silenciosament a aquest judici, va donar el seu consentiment a les quatre proposicions i va seguir mantenint una relació cordial amb els seus antagonistes fins a la seva mort.
Gilbert distingeix en les deu categories d'Aristòtil dues classes: una essencial i l'altra derivada. Les essencials o inherents (formae inhaerentes) als propis objectes són només substància, quantitat, qualitat i relació en el sentit més estricte del terme. Les sis restants (quan, on, acció, passió, posició i costum) són relatives i subordinades (formae assistents).